# Sagittarius A*
Pour les articles homonymes, voir Sagittarius et A*.
Sagittarius A* ou Sgr A* (abrégé) (du latin Sagittaire, lu « Sagittarius A étoile ») est un trou noir supermassif du centre galactique de la Voie Lactée (galaxie spirale), d'environ 4,3 millions de masses solaires, et une source radio intense, située dans la direction de la constellation zodiacale du Sagittaire (coordonnées J2000 : ascension droite 17h 45m 40,045s, déclinaison -29,00775°), à environ 8 178 parsecs (26 673 années-lumière) du Système solaire.

## Description

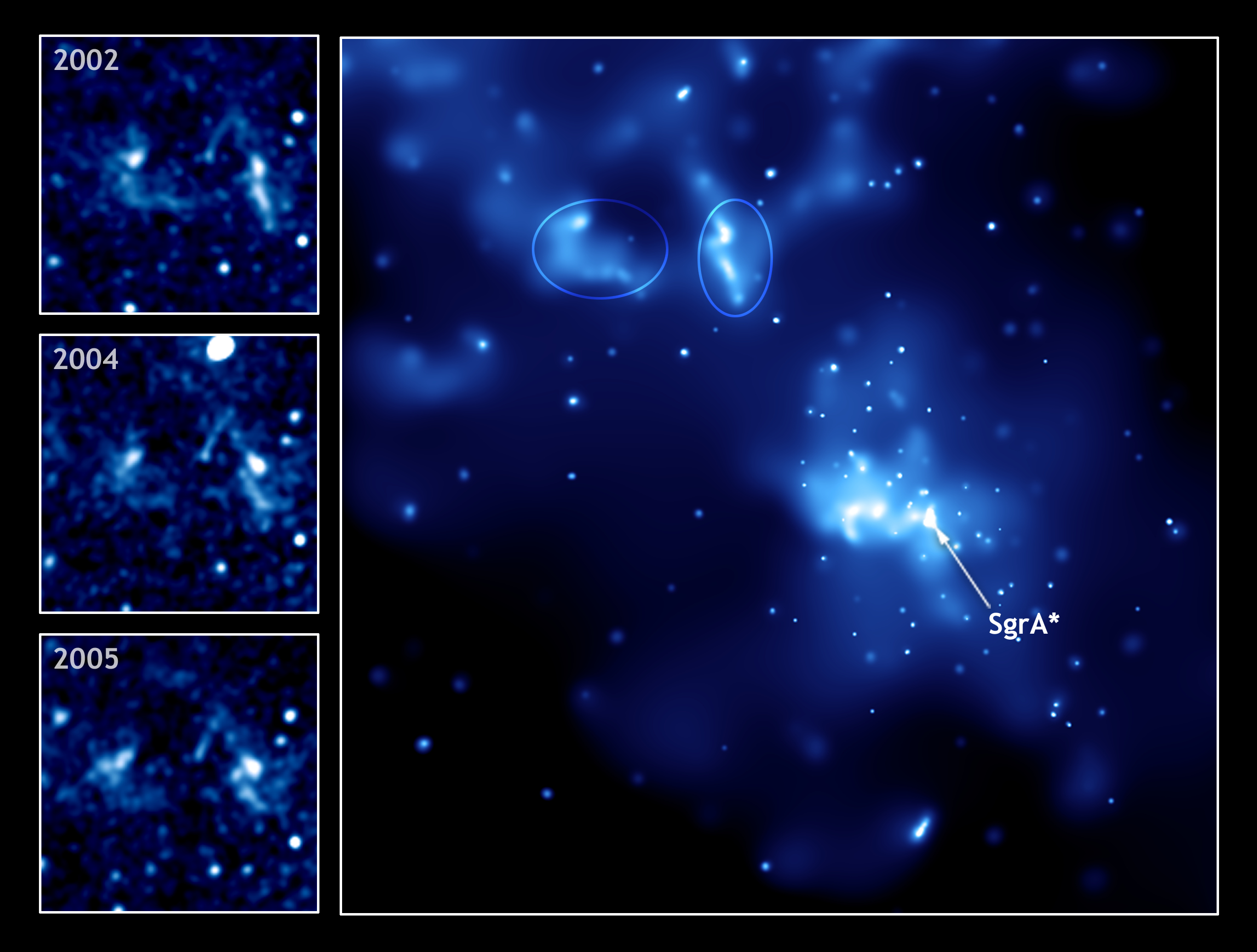
Sagittarius A *, en bas à droite de la région Sagittarius A, et de Sagittarius A Est (rémanent de supernova), et Sagittarius A Ouest (région HII)

Initialement non résolue au sein d'une zone d'émission radio plus vaste dénommée Sagittarius A, elle est par la suite distinguée de l'ensemble des sources formant cette zone d'émission, dont Sgr A Est et Sgr A Ouest. L'utilisation de l'astérisque dans son nom signifie que, contrairement à Sgr A Est et Sgr A Ouest, il s'agit d'une source quasi ponctuelle et non étendue.
La radiosource Sgr A* est depuis 2002 considérée comme associée à un trou noir supermassif d'environ 4,297 millions de masses solaires situé au centre de notre galaxie spirale,.

Représentation artistique de la galaxie spirale Voie lactée, et de courants stellaires.

Ce trou noir est l'objet primaire d'un amas stellaire. La douzaine d'étoiles connues composant cet amas est en orbite autour du trou noir.
L'ensemble du disque galactique de la galaxie spirale Voie lactée (de 100 000 années lumière de diamètre) est en rotation autour de son centre galactique (où se trouve le trou noir supermassif Sgr A*) par effet d'attraction gravitationnelle cumulée de la masse de l'ensemble des composantes de cette galaxie (plus de 250 milliards d’étoiles, et autres trous noirs, courants stellaires, planètes, astéroïdes, gaz, poussières, matière noire...). Le système solaire (du bras d'Orion) réalise une révolution complète autour du centre galactique de la galaxie en environ 225 millions d’années, soit une vingtaine de tours depuis sa naissance, il y a 4.6 milliards d’années.

## Découverte
Karl Jansky, considéré comme l'un des pères de la radioastronomie, découvre en avril 1933, un signal radio intense provenant du centre de la Voie Lactée, dans la constellation du Sagittaire, qu'il publie dans The New York Times du 5 mai 1933. La radiosource Sagittarius A* (Sgr A*) est découverte les 13 et 15 février 1974 à l'observatoire de Green Bank, en Virginie-Occidentale (États-Unis). Bruce Balick (de) et Robert Hanbury Brown publient leur découverte le 1er décembre 1974 dans la revue The Astronomical Journal. L' astérisque « * » a été ajouté par Robert Brown au nom latin de la constellation du Sagittaire, analogue à la notation des états excités en physique atomique. Les astrophysiciens allemand Reinhard Genzel, britannique Roger Penrose et américaine Andrea M. Ghez sont lauréats du Prix Nobel de physique en 2020, pour leur découverte dans les années 1990 d'un trou noir supermassif au centre de notre galaxie, associé à la radiosource Sagittarius A* précédente.

## Désignation
La source radio Sagittarius A* est ainsi désignée à la suite de Robert Hanbury Brown qui fut le premier à employer l'abréviation Sgr A* en 1982.
Le nom « Sagittarius A* » est composé de « Sagittarius A », qui désigne la région dans laquelle la source radio est située, suivi d'un astérisque. D'après Brown lui-même, l'astérisque dénote que Sgr A* est une « source d'excitation » (en anglais : exciting source) pour la région d'hydrogène ionisé qui l'entoure, l'astérisque étant utilisé en physique atomique, pour noter l'état excité des atomes.
En 1982, Donald C. Backer (en) et Richard A. Sramek proposent le nom Sgr A(cn) pour objet « compact non thermique » (en anglais : compact non-thermal) du centre galactique.

## Nature

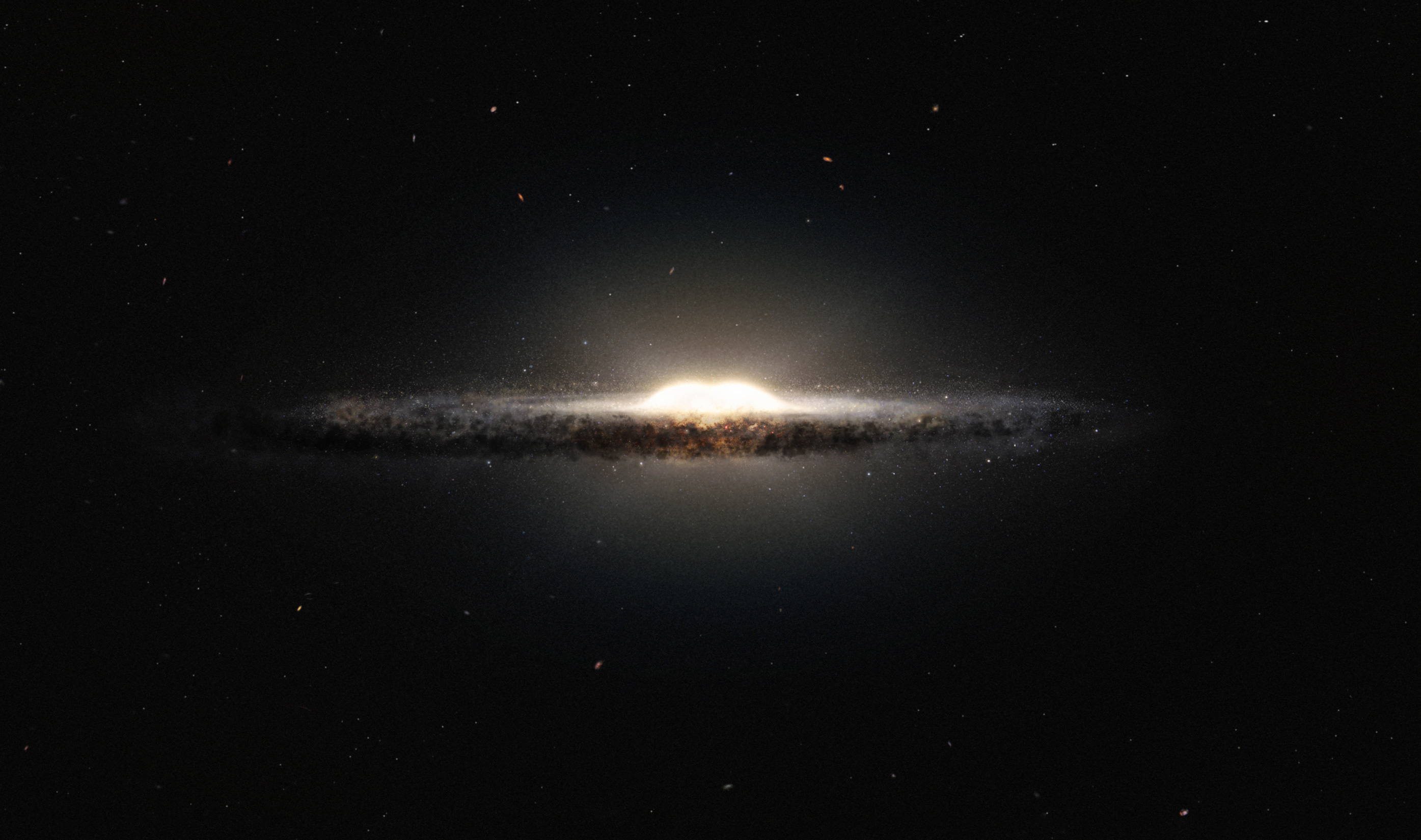
Vue artistique de la Voie lactée (coté tranche) et de son centre galactique, avec le trou noir supermassif Sagittarius A* au centre.

Dans le courant des années 1990 s'est imposée l'idée que nombre de galaxies massives hébergeaient en leur sein un trou noir supermassif. S'il était logique que la Voie lactée ne fasse pas d'exception à cette règle, son trou noir central fut plus difficile à mettre en évidence du fait de sa faible activité électromagnétique, résultant directement de la faible quantité de matière qu'il engloutit à l'heure actuelle. La première preuve consensuelle de l'existence d'un trou noir à l'origine de l'émission radio de Sgr A* fut obtenue à la fin des années 1990, où des observations à suffisamment haute échelle angulaire permirent de résoudre individuellement nombre d'étoiles situées à proximité immédiate du centre géométrique de notre galaxie.

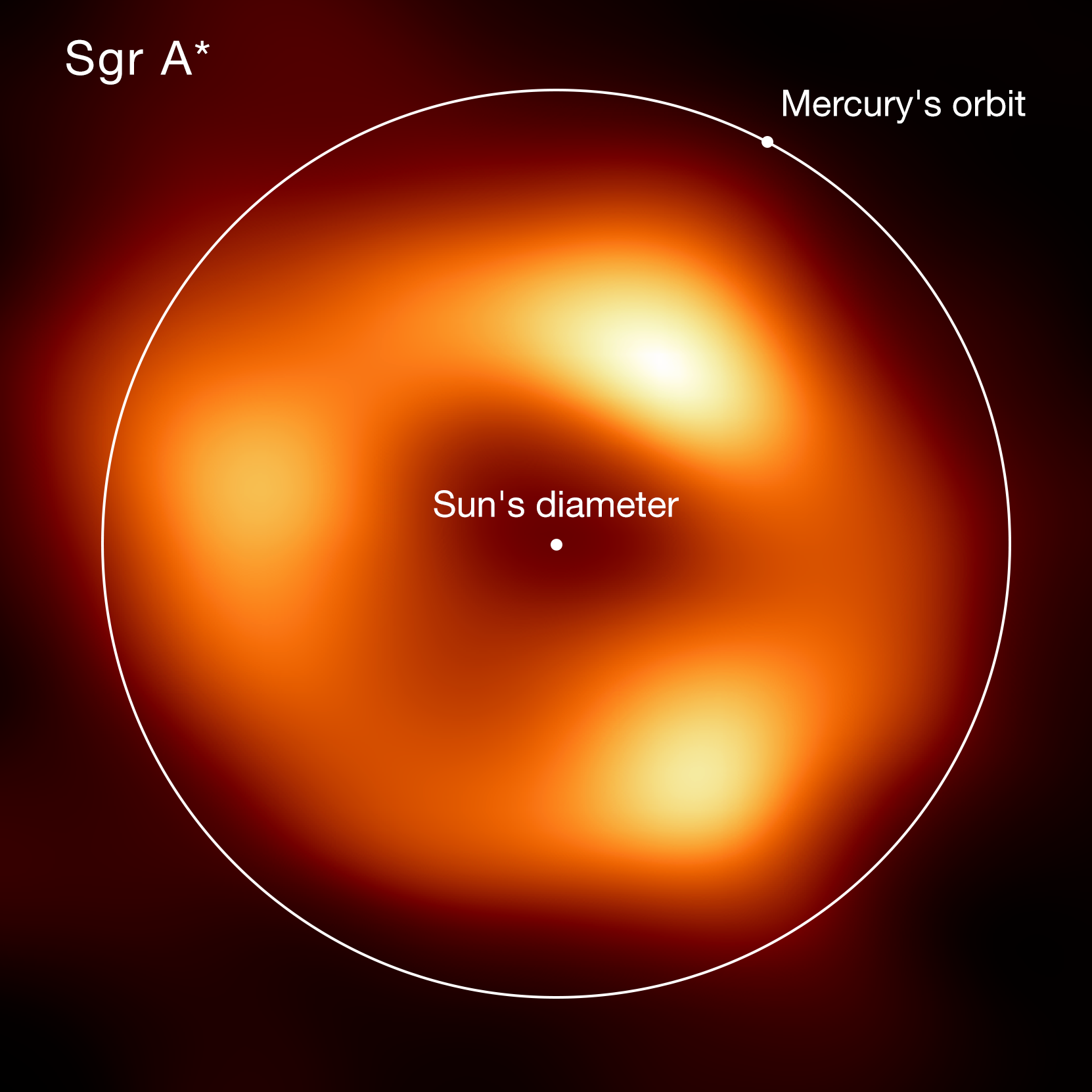
Rapport de taille imagé entre Sagittarius A*, le Soleil (le point au centre), et l'orbite de Mercure.

Représentation artistique de la Voie lactée (galaxie spirale) et du Soleil (sur le bras d'Orion).

En effet, ces étoiles sont tellement proches du trou noir central qu'elles orbitent autour de lui en quelques décennies, la plus rapide, dénommée S62, effectuant un tour complet autour du trou noir en environ 9,9 ans. Ainsi, il est possible en quelques années d'observation de mettre en évidence la portion d'orbite parcourue pendant cet intervalle de temps et d'en déduire la masse de l'objet central au moyen de la troisième loi de Kepler.
Les mesures obtenues indiquent que l'objet central a une masse de 4,297 ± 0,012×106 masses solaires concentrée dans un rayon ne dépassant pas 1 au,. Un trou noir de cette masse a un rayon de 12,264 millions (± 0,041) de kilomètres, soit 18 fois le rayon du Soleil. La distance de cet objet est estimée grâce aux orbites des étoiles S29, S55, S300 et autres : 8 178 ± 13stat ± 22sys parsecs, soit 26 673 années-lumière (± 42).
Aucune forme de matière connue, autre qu'un trou noir, n'est susceptible d'être aussi comprimée dans un tel espace, tout en étant aussi peu lumineuse.

## Observations

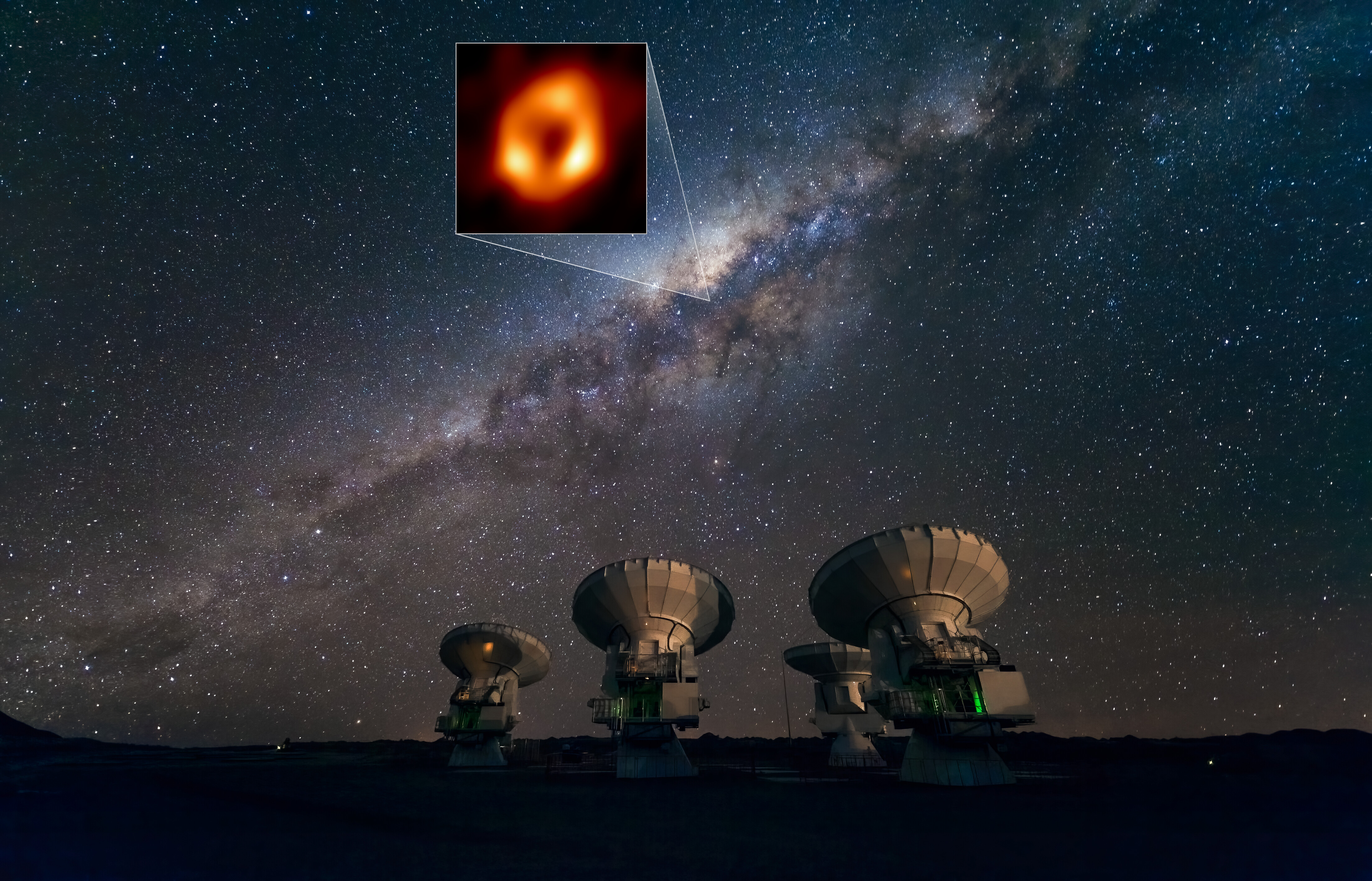
Observation de Sagittarius A*, au centre de la Voie lactée, par Event Horizon Telescope

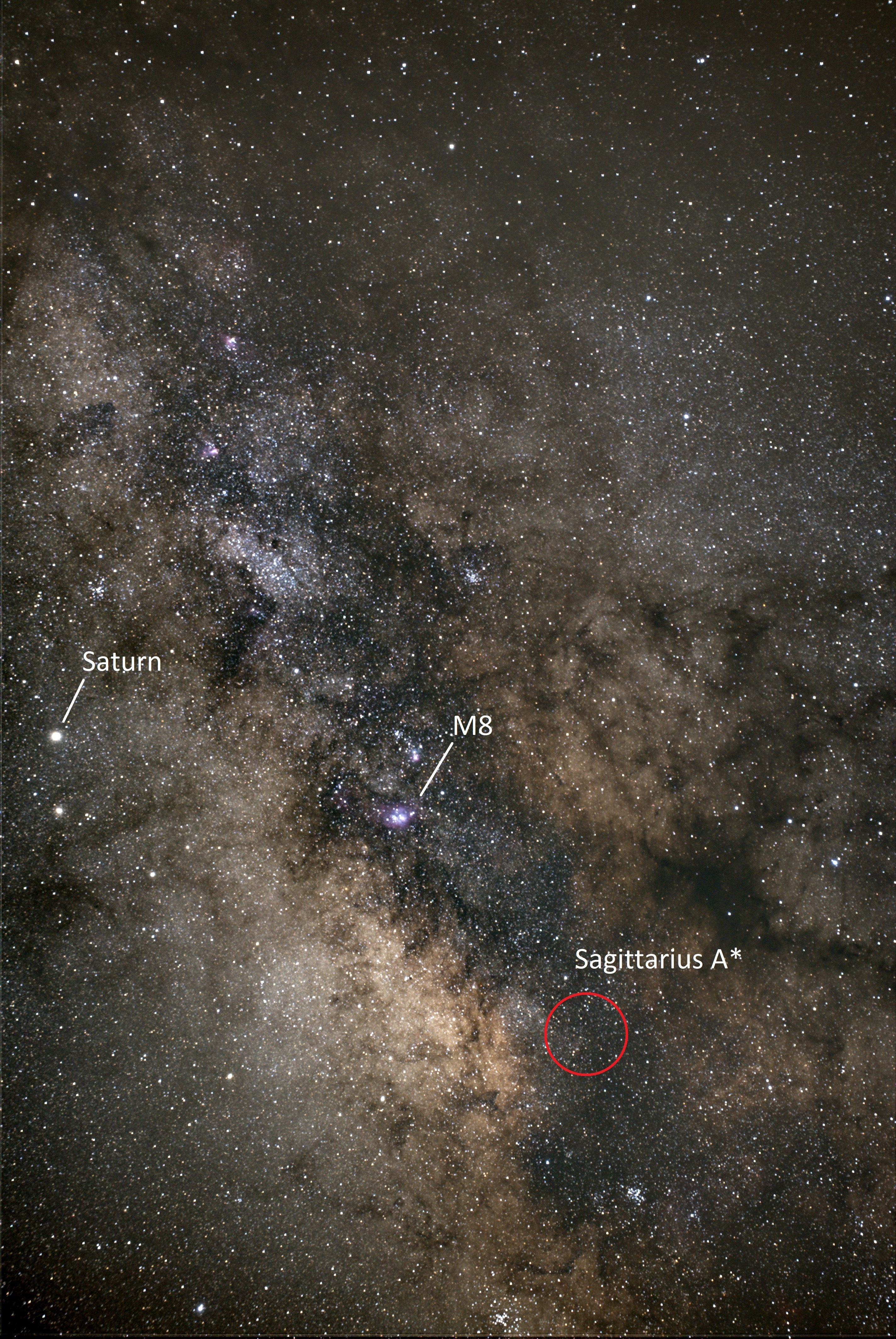
Observation terrestre de Sagittaire A*, M8, Saturne, et de la constellation Sagittaire, au téléobjectif 80 mm.

En 2002, une équipe internationale conduite par Rainer Schödel de l'Institut Max-Planck de physique extraterrestre observe le mouvement de l'étoile S2 proche de Sagittarius A* sur une durée de dix ans et obtient la preuve que Sagittarius A* contient un objet extrêmement massif et compact. Ces observations sont compatibles avec l'hypothèse selon laquelle il contiendrait un trou noir. Par déduction, sa masse est estimée à 3,7 ± 1,5 millions de masses solaires, confinées dans un rayon de moins de 120 unités astronomiques (l'unité astronomique est la distance entre la Terre et le Soleil).
En 2005, l'équipe de Shen Zhi-Qiang, après observation de Sagittarius A* par interférométrie, montre que la radiosource compacte est contenue dans une sphère d'une unité astronomique de rayon.

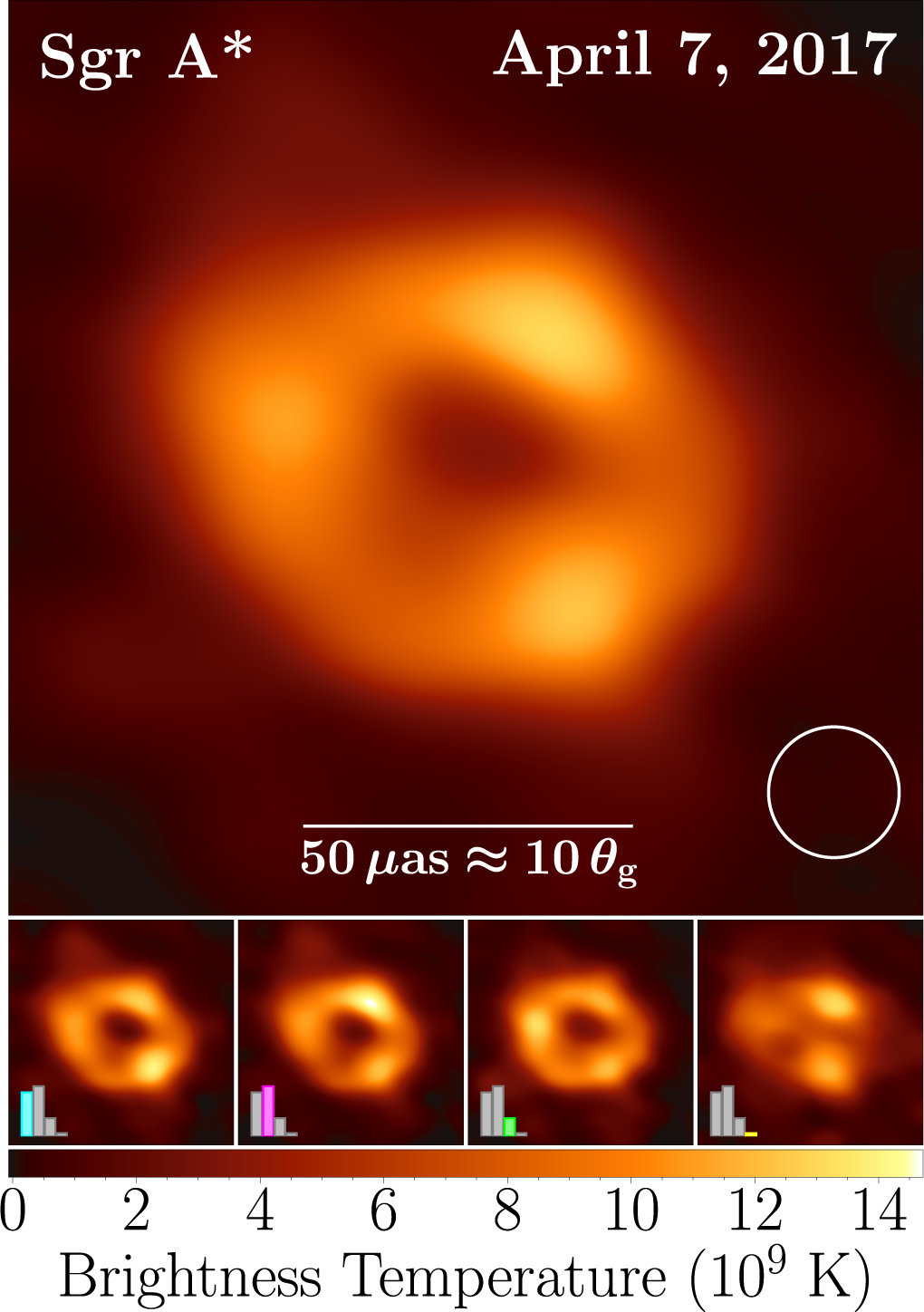
Sagittarius A* imagé par interférométrie en onde radio (Event Horizon Telescope, 2022). Les trois taches sur le disque d'accrétion correspondent à des turbulences.

En avril 2017 commencent les observations de Sgr A* par interférométrie par les radiotélescopes constituant l'Event Horizon Telescope, afin de produire une image résolue du disque d'accrétion autour du trou noir,. Celle-ci est dévoilée le 12 mai 2022 par l'équipe de l'Observatoire européen austral et est la deuxième image de trou noir obtenue dans l'histoire, après celle de M87*.

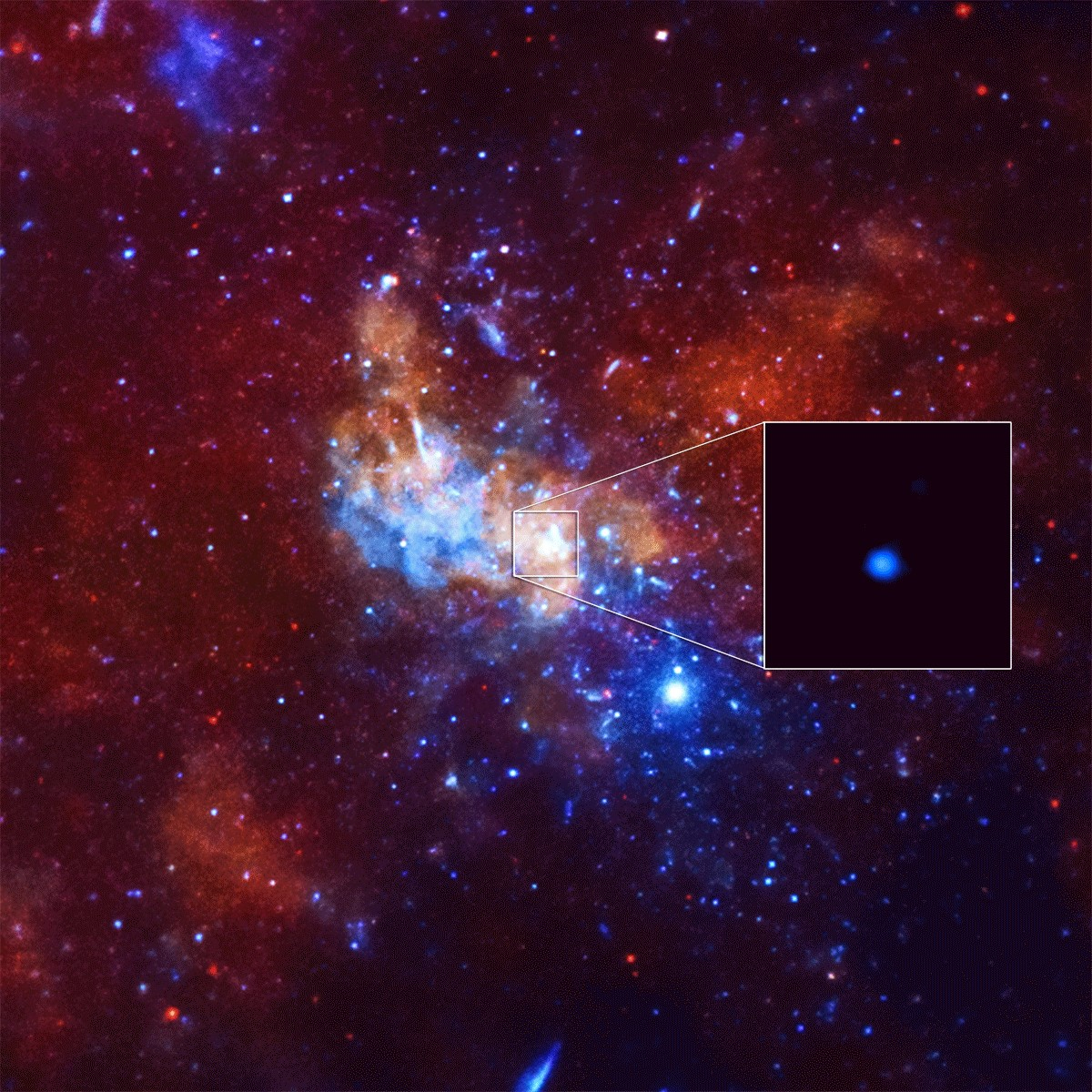
Détection inhabituellement brillante d'une éruption de rayons X de Sgr A*, en 2013, par le télescope spatial Chandra de la NASA.

Cette observation confirme la masse de 4,297 millions de masses solaires du trou noir. Vu de la Terre, le diamètre du trou noir de Sgr A* est de 20 μas (microsecondes d'arc). Celui de M87* est beaucoup plus massif et plus gros : l'anneau de lumière a un diamètre d'environ 104 milliards de kilomètres alors que le trou noir lui-même, de 6,5 milliards (± 0,7) de masses solaires, a un diamètre de 38,4 milliards (± 4,1) de kilomètres (en comparaison, environ 3,2 fois le grand-axe de l'orbite de Pluton), mais est beaucoup plus lointain de nous que Sgr A*, avec une distance de M87 de 16,757 Mpc (± 2,949), soit 54,65 millions d'années-lumière (± 9,62), soit 5,171 × 1020 km (± 0,919), pour être précis ; ce qui explique que son diamètre apparent — calculable par le quotient du diamètre de l'horizon du trou noir, 38 milliards de kilomètres, par cette distance en kilomètres, un quotient très petit (7,35 10-11), quasi identique au sinus ou à la tangente de l'angle, donné en radian, à convertir en seconde d'arc, en divisant par 2 π et en multipliant par 360 × 3 600 — est de 15 μas, soit du même ordre de grandeur que pour Sgr A*, alors que la taille de l'anneau lumineux de M87* est de 42 μas et que la taille de l'orbite de Pluton serait de 5 μas. Pour Sgr A* beaucoup plus petit, mais bien plus proche, la comparaison de sa taille apparente de 20 μas peut être faite avec l'orbite de Mercure qui serait de 95 μas.

Orbites d'étoiles S29 et S55 autour du trou noir supermassif Sagittaire A*, observées par l'ESO en 2021.

Des observations de l'ESO en 2021 montrent les orbites des étoiles S29 et S55 alors qu'elles se rapprochent du trou noir supermassif Sgr A* (au centre) au cœur de la Voie Lactée.

Vue de Sagittaire A* en lumière polarisée, par Event Horizon Telescope (2022).

En juin 2023, une équipe internationale dirigée par Frédéric Marin, astronome du CNRS rattaché à l'Observatoire astronomique de Strasbourg, a utilisé le satellite IXPE pour faire les toutes premières mesures de polarimétrie X de Sgr A*. L'équipe a détecté l'existence de rayons X diffusés sur des nuages moléculaires autour du trou noir, présentant une forte polarisation X. Les observations IXPE des mois de février et de mars 2022 ont été combinées avec de nouvelles données du télescope Chandra et diverses données XMM-Newton des archives. Grâce à l'angle de polarisation mesuré, les chercheurs ont réussi à identifier l'origine de cet écho polarisé, qui n'est autre que Sgr A*. En utilisant les données polarimétriques (degré et angle), permettant de positionner tridimensionnellement les nuages moléculaires, l'équipe de Frédéric Marin en a déduit qu'au début du XIXe siècle, pendant quelques mois, ce trou noir supermassif, alors très actif, aurait englouti une grande quantité de gaz, des poussières ou d'étoiles. Sa luminosité aurait atteint celle des quasars. Depuis Sgr A* a fini d'accréter et est retombé en quiescence. Ce serait la raison pour laquelle le centre de la Voie lactée est actuellement beaucoup moins lumineux que d'autres trous noirs supermassifs actifs,.

## Astres en orbite autour deSagittariusA*

### Étoiles
| Désignation | Désignation | Séparation angulaire θ (″) | Demi grand-axe a (ua)  | Excentricité orbitale e           | Période de révolution P (a) | Date de passage au péricentre T0 (année) | Référence     |
| ----------- | ----------- | -------------------------- | ---------------------- | --------------------------------- | --------------------------- | ---------------------------------------- | ------------- |
| S1          | S0-1        | 0,412 ± 0,024              | 3 300 ± 190            | 0,358 ± 0,036                     | 94,1 ± 9,0                  | 2002,6 ± 0,6                             | [ 26 ]        |
| S2          | S0-2        | 0,122 6 ± 0,002 5          | 980 ± 20 919 ± 23      | 0,876 0 ± 0,007 2 0.8670 ± 0.0046 | 15,24 ± 0,36 14.53±0.65     | 2002,315 ± 0,012 2002.308 ± 0.013        | [ 26 ] [ 27 ] |
| S8          | S0-4        | 0,329 ± 0,018              | 2 630 ± 140            | 0,927 ± 0,019                     | 67,2 ± 5,5                  | 1987,71 ± 0,81                           | [ 26 ]        |
| S12         | S0-19       | 0,286 ± 0,012              | 2 290 ± 100            | 0,902 0 ± 0,004 7                 | 54,4 ± 3,5                  | 1995,628 ± 0,016                         | [ 26 ]        |
| S13         | S0-20       | 0,219 ± 0,058              | 1 750 ± 460            | 0,395 ± 0,032                     | 36 ± 15                     | 2006,1 ± 1,4                             | [ 26 ]        |
| S14         | S0-16       | 0,225 ± 0,022              | 1 800 ± 180 1680 ± 510 | 0,938 9 ± 0,007 8 0,974 ± 0,016   | 38 ± 5,7 36 ± 17            | 2000,156 ± 0,052 2000,201 ± 0,025        | [ 26 ] [ 27 ] |
| S62         |             |                            |                        |                                   | 9,9                         |                                          |               |
| S55         | S0-102      |                            |                        | 0,68 ± 0,02                       | 11,5 ± 0,3                  | 2009,5 ± 0,3                             | [ 28 ]        |

### Autres

Orbites des étoiles gravitant autour de notre trou noir galactique central.

Des objets de nature indéterminée orbitent également autour de Sagittarius A* : les premiers découverts sont G1 (découvert en 2005), G2 (découvert en 2012) et G3, G4, G5, G6 (découverts en 2020 à moins de 0,04 pc du trou noir). Ces six objets sont probablement de même nature et spécifiques des abords de trous noirs supermassifs.

## Disque d'accrétion
Le disque d'accrétion de Sgr A* contient du gaz chaud (à environ 107 K) et du gaz froid (à une température comprise entre 102 et 104 K). En 2019, une première observation de la portion froide du disque de gaz est réussie ; sa température est de 104 K et il est situé à 1 000 au de l'horizon du trou noir. Sa rotation a pu être mise en évidence, ce qui a permis d'estimer sa masse entre 10−6 M☉ et 10−5 M☉, avec une densité entre 105 et 106 atomes par centimètre cube.

## Distinction
- 2020 : Prix Nobel de physique pour les astrophysiciens allemand Reinhard Genzel, britannique Roger Penrose, et américaine Andrea M. Ghez, pour leur découverte dans les années 1990 d'un trou noir supermassif (Sagittarius A*) au centre de notre galaxie .